# Nécropole nationale des Gateys
La nécropole nationale des Gateys est un cimetière militaire de la Seconde Guerre mondiale, situé sur le territoire de la commune de Saint-Nicolas-des-Bois, dans le département français de l'Orne.

## Historique
Ce cimetière militaire fut créé en août 1944, lors de la bataille de Normandie. À la fin des combats pour la libération du département de l'Orne, cinq militaires français furent inhumés au lieu-dit « les Gateys ». C'est l'association des Anciens de la 2e DB qui acheta le terrain et créa le cimetière puis le rétrocéda à l'État qui en devint le propriétaire. 
En 1988 et 1989, on y a regroupé les dépouilles de soldats précédemment inhumés dans des cimetières communaux du département de l'Orne. L'inauguration de la nécropole nationale eut lieu le 15 août 1989.

## Caractéristiques
Cette petite nécropole est située au sein de la forêt d'Écouves. Elle rassemble, sur une superficie de 0,28 ha, dix-neuf corps de soldats de la 2e division blindée, du général Leclerc.
Une plaque commémorative a été érigée dans la nécropole, elle est dédiée aux soldats de la 2e D.B. morts pour la France dans l’Orne en 1944. On relève parmi les noms, des soldats venus d'Espagne, d'Afrique, d'Europe centrale ou évadés de la métropole.